# Miguel Nicolelis
Miguel Angelo Laporta Nicolelis (Sao Paulo, 7 de marzo de 1961) es un médico, cabildero y científico brasileño, de familia griega. Él es hijo de la escritora Giselda Laporta Nicolelis. Miguel es considerado uno de los 20 más grandes científicos por la revista "Scientific American".
Encabeza un grupo de investigadores en el área de la neurología en la Universidad Duke que estudian enfoques para integrar el cerebro humano con las máquinas. El objetivo de la investigación es el desarrollo de prótesis neurales para la rehabitación de los pacientes que sufren de parálisis corporal.
Georgopoulos demostró que el movimiento de una extremidad se puede predecir con precisión combinando la actividad de un conjunto de neuronas motoras primarias, llamadas codificación de vectores de población. Nicolelis y otros han aplicado con éxito este enfoque a la interfaz cerebro-computadora. Demostraron que los animales pueden controlar interfaces externas con modelos basados en la codificación de la población.
Es miembro de la Academia de las Ciencias francesa y de la Academia de las Ciencias brasileña.
En 2011 fue nombrado miembro de la Academia Pontificia de las Ciencias.